# 中介效应

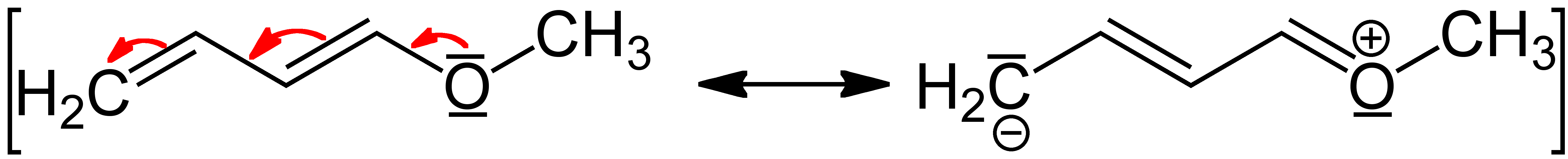
+M

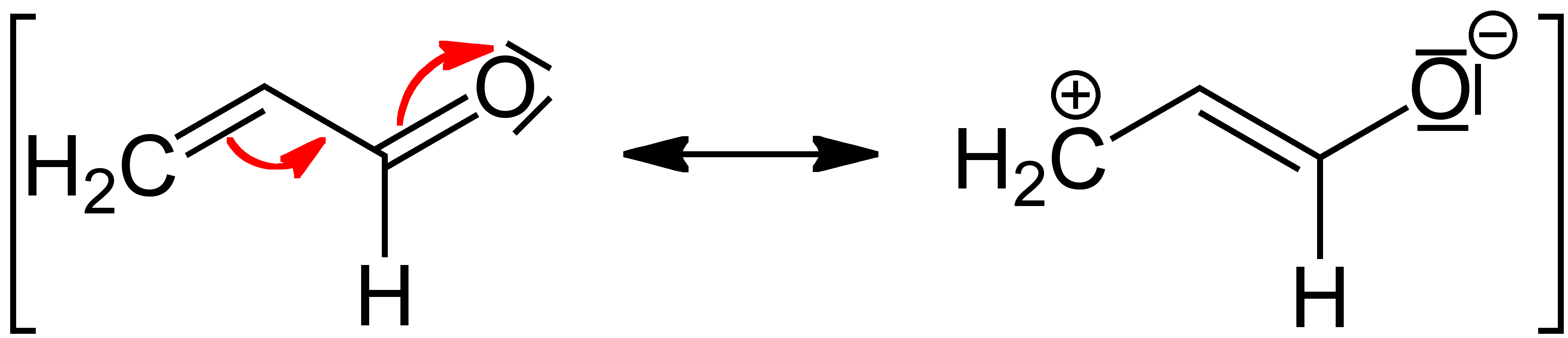
–M

化学中的中介效应，是英国化学家克里斯托夫·英果尔德在1938年最早提出的概念，指的是通过分子共振式定量判断得出的、取代基的一种吸电子／给电子性质。−M 指具吸电子性的取代基（如 CH3C(O)-、-CN、-NO2）；+M 则指给电子性的取代基（如 -OH、-NH2）。
IUPAC 金皮书的定义：取代基因其 p- 或 π- 轨道与分子实体其他部分的 p- 或 π- 轨道发生重叠，而引起的分子在反应速率、电离平衡等方面发生的变化。